# 宮尾登美子
宮尾登美子（1926年4月13日—2014年12月30日），日本女性小說家。高知縣高知市出生，高坂高等女學校畢業。

## 人物
2005年的大河劇《義經》改編自宮尾的《平家物語》跟《義經》，2008年的大河劇《篤姬》同樣改編自宮尾的作品；此外，亦以外部諮問委員的身份參加2009年播放的《坂上之雲》製作。

## 受賞歴
- 1962年　《連》得到婦人公論女流新人獎
- 1972年　《櫂》得到第9回太宰治獎
- 1977年　《寒椿》得到第16回女流文學獎
- 1979年　《一絃の琴》得到第80回直木獎
- 1982年　《序の舞》得到第17回吉川英治文學獎
- 1989年　《松風の家》得到第51回文藝春秋讀者獎/紫綬褒章
- 1995年　《藏》得到エランドール賞特別獎
- 1996年　第12回日本酒大獎

## 主要作品
- 櫂（中文譯名《有緣無緣》，臺灣遠流出版社出版）
- 寒椿（中文譯名《寒椿》，臺灣麥田出版社出版）
- 鬼龍院花子的一生（鬼龍院花子の生涯）
- 陽暉楼
- 天璋院篤姬（繁體中文版由如果出版社出版，简体中文版由吉林出版集团有限责任公司出版）
- 朱夏
- 藏
- 菊籬
- 仁淀川
- 宮尾本平家物語（繁體中文版由遠流出版社出版，简体中文版由吉林出版集团有限责任公司出版）

## 関連書
- 『宮尾登美子遅咲きの人生』大島信三（元・産経新聞編集委員）、芙蓉書房出版, 2016

## 外部連結
- 宮尾登美子文學紀念館